# Halimornis
Halimornis is een geslacht van uitgestorven enantiornithische vogels uit het Laat-Krijt (ongeveer 80 miljoen jaar geleden) en is bekend van fossielen, gevonden in de Mooreville Chalk-formatie in Greene County, Alabama die dateert uit het Vroeg-Campanien. Het is bekend van een enkel fossiel individu, inclusief geconserveerde wervels, beenbotten en een deel van het opperarmbeen.

## Naamgeving
In 1992 vond een team onder leiding van Storrs L. Olson elf kilometer ten westen van Clinton vogelbotten, de eerste vogel uit het Mesozoïcum die in Alabama was aangetroffen.
In 2002 werd de typesoort Halimornis thompsoni benoemd en beschreven door Luis Maria Chiappe, James Lamb en Per Ericson. De geslachtsnaam is een combinatie van het Grieks halimos, 'van de zee', en ornis, 'vogel'. De soortaanduiding eert mevrouw W. Thompson, de landeigenaresse. Het zou correcter zijn geweest om de vorm thompsonae te gebruiken maar dat kan niet meer worden geëmendeerd.
Het individu werd in twee etappes opgegraven. De eerste partij botten werd toegevoegd aan de collectie van het Red Mountain Museum. Nadat dit ter ziele ging — later is de inboedel ten dele ondergebracht bij Discovery 2000 en ten dele bij het McWane Science Center — werd de tweede partij in 1996 ondergebracht bij de collectie van het University of Alabama Museum of Natural History. Dientengevolge heeft het holotype twee inventarisnummers: D2K 035 bestaat uit twee ruggenwervels, een staartwervel, een pygostyle, het bovenste uiteinde van een opperarmbeen en het onderste uiteinde van een dijbeen. UAMNH PV996.1.1 bestaat uit een wervellichaam uit de rug, een wervelboog uit de rug en de onderzijde van een schouderblad. Hoewel de vondsten dus niet in verband lagen, bestond er geen twijfel over het behoren tot één individu want ze waren aanwezig op een oppervlakte van slechts vierhonderd cm².

## Beschrijving
De lichaamslengte van Halimornis is geschat op zeventien centimeter, de vleugelspanwijdte op veertig centimeter.
In 2002 werden twee autapomorfieën aangegeven. Bij het opperarmbeen reikt de crista bicipitalis tot aan het niveau van de kop, hoger dan bij alle bekende verwanten. Het dijbeen heeft een gezwollen zone aan de onderste buitenzijde. Latere vondsten hebben twijfel doen ontstaan over de geldigheid van deze kenmerken.

## Fylogenie
Halimornis werd in 2002 in de Euenantiornithes geplaatst door Chiappe en in 2008 meer bepaald in de Avisauridae.

## Levenswijze
Het gebied waar het Mooreville-krijt werd afgezet, lag aan de zuidkust van de Western Interior Seaway en was mogelijk de locatie van een grote delta waar verschillende grote rivieren in de ondiepe zee uitmondden. De fossiele vogel werd gevonden in een tropische zeeafzetting op een locatie die ongeveer vijftig kilometer uit de kust zou hebben gelegen, een uurtje vliegen, wat aangeeft dat het een soort van de oceaan was, het eerste lid van de Enantiornithes waarvoor dit werd vastgesteld. De naam Halimornis betekent 'vogel van de zee'. Het zou naast de meer geavanceerde zeevogel Ichthyornis dispar hebben geleefd. Het is een van de weinige bekende enantiornithische vogels die in een mariene omgeving heeft geleefd, samen met de Australische Nanantius eos, de iets jongere Martinavis en Ichthyornis minusculus, die oorspronkelijk verkeerd werd geïdentificeerd als Ichthyornis op basis van zijn aanwezigheid in mariene afzettingen.